# Michael Glos

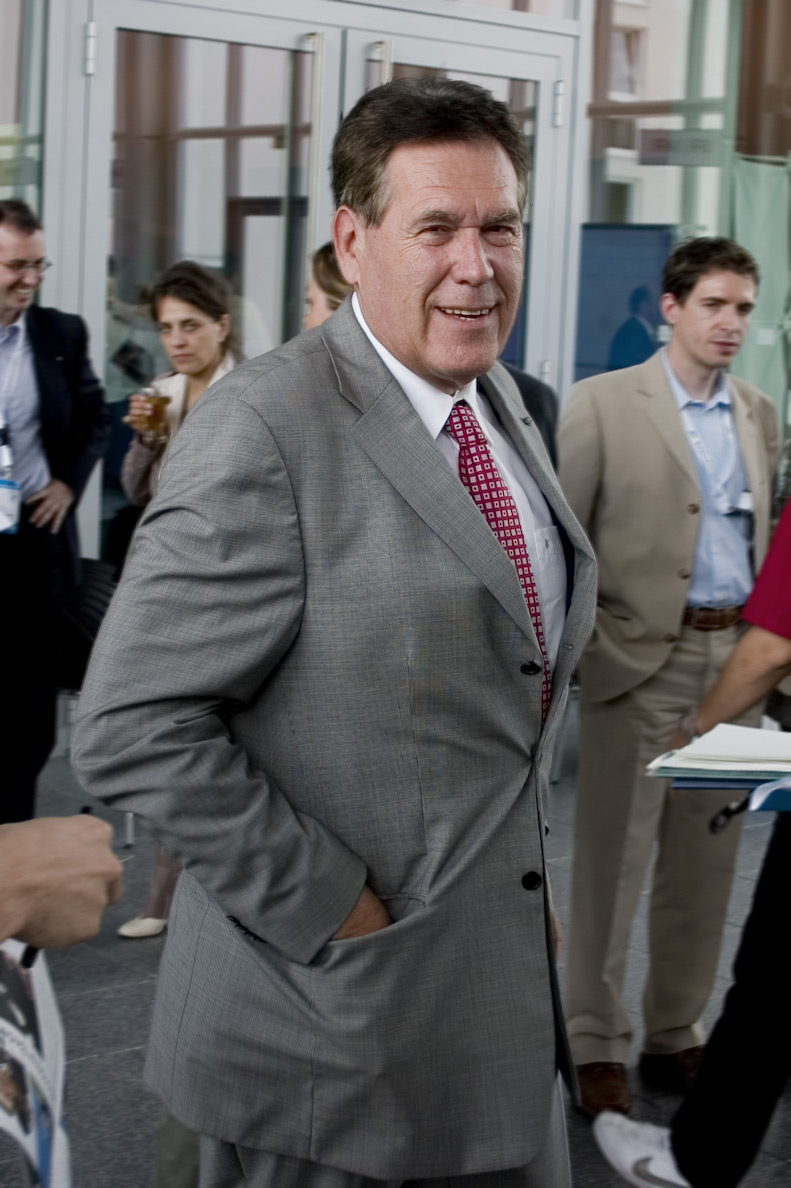
Michael Glos

Michael Glos, född den 14 december 1944 i distriktet Brünnau i Prichsenstadt i Landkreis Kitzingen, är en tysk politiker (CSU). Mellan 2005 och 2009 var han Tysklands ekonomi- och teknologiminister.